# El triángulo de las Bermudas (película de 1996)
El triángulo de las Bermudas (título original: Secrets of the Bermuda Triangle) es una película estadounidense de aventura y misterio de 1996, dirigida por Ian Toynton, escrita por Stephen McPherson y Elizabeth Bradley, musicalizada por Louis Fagenson, en la fotografía estuvo Robert Steadman y los protagonistas son Sam Behrens, Susanna Thompson y Lisa Jakub, entre otros. El filme fue realizado por BBK Productions, Katie Face Productions, McPherson/Bradley Productions y TriStar Television; se estrenó el 4 de abril de 1996.

## Sinopsis
Luego de que una tormenta rara en el Caribe hundiera un barco, una familia se halla atascada en una isla en la "dimensión 27".